# Théodore Nézel
Théodore Nézel (Parigi, 25 febbraio 1799 – Parigi, 23 maggio 1854) è stato un drammaturgo e librettista francese.

## Biografia
Théodore Nézel nacque a Parigi il 25 febbraio 1799 e morì a Parigi il 23 maggio 1854,.
Impiegato presso il Ministero della Pubblica Istruzione, divenne direttore del Théâtre du Panthéon nel 1838. Le sue opere, spesso firmate Théodore o Théodore N., furono rappresentate sui più grandi palcoscenici parigini del XIX secolo: Teatro Ambigu, Teatro Nuove Uscite , Teatro Palais-Royal , Teatro di Varietà ecc.

## Opere
- 1821: La Famille irlandaise, melodramma in 3 atti, con E. F. Varez;
- 1823: L'Aubergiste malgré lui, commedia proverbe, con Nicolas Brazier;
- 1825: La Chambre de Clairette, ou les Visites par la fenêtre, vaudeville in 1 atto, con Armand Joseph Overnay;
- 1825: Les Deux réputations, commedia-vaudeville in un atto, con Overnay
- 1825: Six mois de constance, commedia in 1 atto, mista a distici, con Overnay e Constant Berrier;
- 1826: Le Banqueroutier, mélodramma in 3 atti, con Overnay;
- 1826: La Couturière, dramma in 3 atti, con Overnay;
- 1826: La dame voilée, commedia in 3 atti, con Berrier e Overnay;
- 1826: La Nuit des noces, dramma in 3 atti, con Overnay;
- 1827: Cartouche, mélodramma in 3 atti, con Overnay;
- 1827: Poulailler, melodramma in 9 atti, con Benjamin Antier;
- 1828: Bisson, melodramma in 2 atti e in 5 parti, à grand spectacle, con Antier e Henri Villemot;
- 1828: Le Chasseur noir, melodramma in 3 atti à spectacle, con Antier, Overnay e Frédérick Lemaître;
- 1828: La Demoiselle et la paysanne, commedia in 1 atto e in prosa;
- 1828: La Nourrice sur lieu, scene di famiglia, con distici, con Armand-François Jouslin de La Salle, Louis Gabriel Montigny e Jean-Gilbert Ymbert;
- 1828: Les lanciers et les marchandes de modes, pièce in 1 atto, con distici, con Antier, Overnay e Varez;
- 1828: Roc l'exterminateur, melodramma comico in 3 parti, con Adrien Payn;
- 1829: Isaure, dramma in 3 atti, con canti, con Antier e Francis Cornu;
- 1829: La partie d'ânes, folie in 1 atto, con Saint-Amand e Henry Villemot;
- 1829: Rochester, dramma in 3 atti e in 6 parti, con Antier;
- 1830: John Bull, ou le Chaudronnier anglais, pièce in 2 atti, con Overney e Varez;
- 1830: Napoléon in paradis, vaudeville in 1 atto, con Antoine Simonnin e Antier;
- 1830: La prise de la Bastille, Passage du Mont Saint-Bernard, gloire populaire, con Villemot e Ferdinand Laloue;
- 1830: Youli, ou les Souliotes, melodramma in 2 atti e 5 quadri, con Villemot e Henri Franconi;
- 1830: Les Massacres, febbre cerebrale in 3 atti e in versi, preceduto da: Le Diable au spectacle, prologo, con Antier e Antoine Simonnin;
- 1830: Le Pâtissier usurpateur, pièce storica in 5 piccoli atti, con Antier e Antoine Simonnin;
- 1831: Les Six degrés du crime, melodramma in 3 atti, con Antier;
- 1831: L'Arlequin et le Pape, vaudeville storico in 1 atto, con Simonnin;
- 1831: Catherine II, ou l'Impératrice et le Cosaque, pièce in 2 atti, à spectacle, con distici, con Simonnin
- 1831: Joachim Murat, dramma storico in 4 atti e 9 quadri, con Antier e Alexis Decomberousse;
- 1831: Les Lions de Mysore, pièce in 3 atti e in 7 quadri;
- 1831: La Papesse Jeanne, vaudeville-aneddoto in 1 atto, con Simonnin;
- 1831: Le Tir et le restaurant, commedia-vaudeville in 1 atto, con Overnay e Payn;
- 1832: L'Âne mort et la femme guillotinée, folie-vaudeville in 3 atti, con Simonnin;
- 1832: Le Cuisinier politique, vaudeville non politico, in 1 atto, con Simonnin;
- 1832: Le Curé et les chouans, commedia in 1 atto e in prosa, con Simonnin;
- 1832: La Jeune comtesse, commedia-vaudeville in 1 atto, con Simonnin;
- 1832: Le Suicide d'une jeune fille, dramma in 3 atti, in stile tedesco, con Antier e Hyacinthe de Flers;
- 1832: Zerline, ou le Peintre et la courtisane, vaudeville in 1 atto, con Simonnin;
- 1831: La Peau de chagrin, ou le Roman in action, stravaganza romantica, commedia-vaudeville in 3 atti, con Simonnin;
- 1833: Dieu et diable, ou la Conversion de Mme Dubarry, vaudeville storico in 1 atto, con Simonnin;
- 1834: Judith et Holopherne, episodio della 1 guerra di Spagna, vaudeville in 2 atti, con Emmanuel Théaulon e Overnay;
- 1834: L'art de quitter sa maîtresse, ou Les premiers présens de l'amour, tableau-vaudeville in 1 atto, con Simonnin;
- 1834: 1834 et 1835, ou le Déménagement de l'année, revue in episodi in 1 atto, con Théaulon e Frédéric de Courcy;
- 1834: L'Idiote, commedia-vaudeville in 1 atto, con Théaulon;
- 1834: Trois ans après, ou la Sommation respectueuse, dramma in 4 atti, con Auguste-Louis-Désiré Boulé;
- 1835: La prova d'un'opera seria, ou les Italiens à Carpentras, opera-buffa in un atto, con Théaulon;
- 1836: Les Bédouins à la barrière, folie-vaudeville in un atto, con Eugène Ronteix;
- 1836: Le Sabotier ambitieux, dramma comico in 4 atti e 3 quadri, con distici, con Théophile Marion Dumersan;
- 1838: L'Enfant de Paris, ou Misère et liberté, vaudeville in 1 atto, con Overnay;
- 1838: Paul Jones, dramma in 5 atti, in prosa, con Alexandre Dumas (padre)
- 1843: Brisquet, ou L'héritage de mon oncle, commedia-vaudeville in 2 atti, con Laloue;
- 1848: Vautrin et Frise-Poulet, folie-vaudeville in 1 atto, con Mélesville;
- 1849: Titine à la cour, vaudeville, con Félix Dutertre de Véteuil;
- 1850: Louise de Vaulcroix, dramma in 5 atti, con prologo e epilogo, con Paul de Guerville;
- 1851: Les Filles de l'air, folie-vaudeville in 1 atto, con i Fratelli Cogniard;
- 1852: Les Violettes de Lucette, vaudeville in 2 atti, con Dutertre;